# Вороновское (озеро)
Вороно́вское (Большое Вороновское) — озеро в Лядской волости Плюсского района Псковской области у болота Машутинский Мох.
Площадь — 0,58 км² (58,0 га). Максимальная глубина — 4,0 м, средняя глубина — 1,5 м.
На берегу населённых пунктов нет. Ближайшая деревня — Малые Житковицы располагается в 2 километрах к югу от озера.
Проточное. Из озера начинается река Яня, которая носит название в верховье — Абрамовка, а впадают несколько ручьёв, один из которых на картах XIX в. обозначался, как руч. Либа (на плане генерального межевания Лугского уезда XVIII в., как руч. Вороновщина).
Тип озера окуневый. Водятся рыбы: щука, окунь, вьюн.
Для озера характерно: низкие заболоченные берега; дно илистое, коряги, сплавины. Есть донные и береговые родники.

## Данные водного реестра
По данным государственного водного реестра России озеро относится к Балтийскому бассейновому округу, водохозяйственный участок — Нарва, речной подбассейн отсутствует. Относится к речному бассейну реки Нарва (российская часть бассейна). Площадь озера в водном реестре определена как 0,6 км², площадь водосборного бассейна — 34,7 км².
Код объекта в государственном водном реестре — 01030000411102000025165.

## Исторические сведения
В древности называлось — озеро Яня. Первое письменное упоминание о нём находится в писцовой книге 1497/98 года, где описывается деревня На Яне-озере.

«В Белском же погосте деревни Парфеевские да Гавриловские Олексеевых детей Ондроникова за Костею за Розладиным сыном Родивонова.

[…]

(Дрв) [н]а Яне-озере: (в) Смешко Онкудинов, пашни четыре коробьи, а сена десять копен, обжа.»— [РГАДА, Ф. 1209, Оп. 1, ч. 3, Д. 268, № 70, лл. 2 об., 3]; опубликовано: «Писцовые книги Новгородской земли.» Т. 1. Составитель Баранов К. В. М., «Древнехранилище», «Археографический центр» 1999, стр. 139. Текст приведён по редакции данного издания.

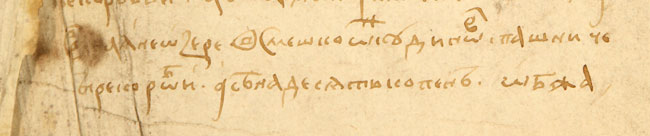
Описание деревни на Яне озере из писцовой книги Матвея Ивановича Валуева 7006 (1497/98) года

В последующих писцовых книгах (Яныша Иванова сына Муравьева 1571 года, Леонтия Аксакова 1581/82 года, Василия Волконского 1627—1629 годов) ни такой деревни, ни пустоши в Бельском погосте нигде больше не встречается. Наряду с другими селениями, принадлежащими когда-то Розладиным, в них упоминается бывшая деревня Вдыни в 5 обёж с пятью дворовыми местами, без указания на какое-либо озеро.

В писцовой книге 1571 года есть несколько кратких описаний этого водоёма.

«За Тимофеем за Ивановым сыном Житковского да за Третьяком за Наумовым.

[…]

Дер. Житковичи, пол-2 обжи, обжа пуста, а на живущей полуобжи: дв.сам Тимоха Иванов, пашни в поле 4 четверти, а в дву по тому-ж, сена 5 копен, а на пустой обжи пашня, засев и закос был тот же, лесу пашенного и непашенного вдоль на 4 версты, а поперек верста; да у той-ж деревни озеро Яня, рыба в нём щука, да лещи, да плотица, вдоль верста, а поперек пол-версты.

[…]

А были те деревни написаны за Максимком за Степановым сыном да за братаничем его за Ивашком за Гридиным.

За Тимофеем за Житковским.

Дер. Житковичи вопче с Третьяком с Куликовским, обжа без четверти пуста, пашни было в поле 4 четверти, а в дву по тому-ж, сена 5 копен, лесу пашенного и непашенного в длину и поперек пол-версты; да у той-ж деревни вопче озеро Яня, в длину верста, а поперек пол-версты, а рыба в нём щука, да лещи, да окуни. А в книгах та деревня написана за Сенкою за Матюшкиным да за Куземкой за Селифонтовым.

[…]

За Нечайком да за Семейкой за Олександровыми детми Дворетцкого з братаничи.

[…]

Дер. Житковичи, пол-обжи: дв. Трофимко Васюков, дв. Кошко Остратов, пашни в поле 4 четверти, а в дву по тому-ж, сена 2 копны, да на отхожих пожнях на реки на Яне сена 3 копны; да под тою-ж деревнею озерко Яня вопче з земцы, а рыба в нём щучка да плотица, в длину пол-версты, а поперек пол-версты-ж, лесу пашенного и непашенного вдоль на версту, а поперек пол-версты.»— [РГАДА, Ф. 137, Оп. 1, Новгород, № 8, лл. 188 об. — 189 об., 200, 200 об.]; опубликовано: «Новгородские писцовые книги, изданные Археографической комиссией.» Т. V. Редактор Богоявленский С. К. СПб. 1905. Текст приведён по редакции данного издания.
Во время проведения Генерального межевания в конце XVIII века это озеро было выделено в отдельную дачу (№ 648 по Лугскому уезду), тогда оно уже носило название — Вороновщино.

### Озеро Вороновское на картах

Озеро Вороновщино (Вороновское) на плане Генерального межевания Лугского уезда конца XVIII века.
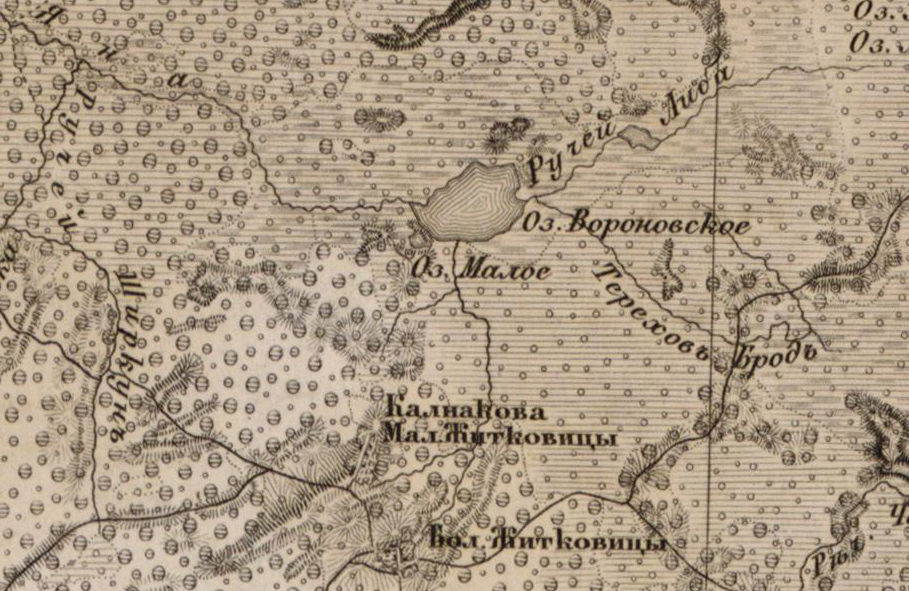
Озеро Вороновское на военнотопографической карте 1863 года.